# سامي جوهر
سامي جوهر هو طيار وممثل مصري.

## حياته ومسيرته
من مواليد حدائق القبة، لوالد يعمل ضابط بالجيش، وكان سامي جوهر بين عشرة أشقاء، هو السادس بينهم.
أدى دور برعي الحاجب في مسرحية «شاهد ماشفش حاجه» عام 1976، وظل الدور عالقا بذهن المشاهد المصري والعربى طيلة غيابه عن الساحة الفنية لأكثر من أربعون عام، حيث هاجر إلى الولايات المتحدة الأمريكية، عقب أداءه لهذا الدور، ودرس الطيران، وعمل طيارا، ثم رئيس لقسم الضيافة بشركة الطيران الكويتي، كبير المضيفين لرحلات المسئولين وكبار الزوار، وحقق نجاحا كبيرا في هذا المجال الجديد.
ولديه 3 من أفراد عائلته يعملون في مجال الطيران، ويعيشون جمعهم في الولايات المتحدة، وقد عاد عاد إلى مصر، حيث قرر زيارة سيناء لأداء واجب لمباركة شخص تزوجت ابنته، فأعجب بسيناء، وقرر التوقف عن وظيفة الطيران والاستقرار في سيناء تحديداً بين نويبع وطابا وبني منتجع سياحياً هناك.

## أعماله
- إختفاء سعيد مهران 2010 - مسلسل
- قطط الشوارع 2010 - مسرحية
- المش مهندس حسن 2008 - فيلم
- حين ميسرة 2007 - فيلم البوسطجي
- شاهد ما شفش حاجة 1976 - مسرحية برعي
- الدنيا رواية هزلية - مسرحية - صحفي